# Abbos Atoev
Abbos Atoev (n. 7 iunie 1986, Vabkent District⁠(d), Republica Sovietică Socialistă Uzbecă, URSS) este un boxer ce a reprezentat Uzbekistan, medaliat olimpic. A participat la două ediții ale Jocurilor Olimpice (2008, 2012) în care a câștigat o medalie de bronz.